# Calochromus ruficollis
Calochromus ruficollis är en skalbaggsart som beskrevs av Leconte 1875. Calochromus ruficollis ingår i släktet Calochromus och familjen rödvingebaggar. Inga underarter finns listade i Catalogue of Life.